# Une partie de cartes
Une partie de cartes ("una partita a carte") è un cortometraggio muto del 1896 diretto da Georges Méliès (Star Film 1), probabilmente il primo.
Dura circa 1 minuto ed è un rifacimento de La partita a carte dei Fratelli Lumière; il film è privo di quegli effetti speciali che resero poi famoso Méliès.

## Trama
Tre uomini sono seduti a un tavolino stile impero all'aperto e giocano a carte. Quello al centro, che è Méliès stesso, riceve un bicchiere da una domestica, poi il giornale, si toglie il cappello, fuma.